# The Shape of Things
The Shape of Things è un film del 2003 scritto e diretto da Neil LaBute.
Il lungometraggio è basato sull'omonima rappresentazione teatrale scritta dallo stesso LaBute, messa in scena per la prima volta all'Almeida Theatre di Londra nel 2001 e interpretata da Gretchen Mol, Paul Rudd, Rachel Weisz e Frederick Weller, i quali hanno ripreso gli stessi ruoli nella trasposizione cinematografica. I temi centrali di The Shape of Things si concentrano sulla natura dello stoicismo, dell'arte, della psicopatia, dell'intimità, delle esplorazioni dell'amore e della volontà delle persone di fare le cose per amore.

## Trama
Quando il timido Adam Sorenson incontra l'attraente studentessa d'arte Evelyn Ann Thompson al museo locale dove lavora, la sua vita prende una svolta inaspettata: Adam, avendo sempre avuto scarso successo con le ragazze, è lusingato dalle attenzioni che Evelyn gli rivolge e, su suggerimento della ragazza, cambia acconciatura, segue un regolare regime di esercizi, mangia cibi più sani, si veste in modo più elegante, si comporta in modo più sicuro e indossa lenti a contatto al posto degli occhiali da vista. Questi cambiamenti sono ben accolti dall'amico Phillip e dalla sua fidanzata Jenny, che apprezza così tanto il nuovo aspetto di Adam da fargli un avance che li porta a scambiarsi un bacio appassionato. Più tardi, Evelyn spinge Adam a fare un intervento di rinoplastica e lo convince a interrompere le frequentazioni con Phillip e Jenny, rovinando il loro legame.
Alla fine, Adam scopre di aver fatto parte del progetto per la tesi di laurea di Evelyn: la ragazza presenta Adam a un pubblico di studenti e docenti definendolo una sua "creazione", annunciando che le era stato ordinato dal suo relatore di "cambiare il mondo", ma che invece aveva scelto di "cambiare il mondo di qualcuno": il suo lavoro è consistito nello "scolpire" Adam per renderlo più attraente. Di conseguenza, nessuno dei sentimenti che gli ha mostrato è stato autentico, in nessuna fase della loro "relazione" si è innamorata di lui, e la registrazione dei loro rapporti intimi fanno semplicemente parte della documentazione del progetto. Inoltre annuncia che non sposerà Adam, restituendogli l'anello di fidanzamento che le aveva offerto, considerato semplicemente uno dei reperti della sua installazione artistica.
Pubblicamente umiliato ed emotivamente devastato, Adam affronta Evelyn nella galleria d'esposizione (poiché nessuno si è presentato successivamente per la parte "domande e risposte"), chiedendole perché abbia agito in quel modo. Lei risponde sostenendo che in realtà dovrebbe esserle grato dato che, obiettivamente parlando, ha avuto un'influenza positiva sulla sua vita rendendolo una persona più attraente e interessante agli occhi della società. Adam lo chiama uno scherzo senza cuore, nient'affatto arte, e le chiede di restituirgli l'anello perché era di sua nonna, ed Evelyn è d'accordo. Poi le chiede se almeno una cosa detta durante la loro frequentazione fosse vera, e lei risponde che ciò che gli ha sussurrato all'orecchio la notte in cui hanno registrato il loro rapporto era vera, dopodiché abbandona la galleria. Adam, solo e in lacrime, riguarda la registrazione.